# آيت اشو (آيت وادوز العزبة)
آيت اشو هو دُوَّار يقع بجماعة سيدي عبد الله غيات، إقليم الحوز، جهة مراكش آسفي في المملكة المغربية. ينتمي الدوّار لمشيخة آيت وادوز العزبة التي تضم 42 دوار. يقدر عدد سكانه بـ 361 نسمة حسب الإحصاء الرسمي للسكان والسكنى لسنة 2004.

## وصلات خارجية
- البوابة الوطنية للجماعات الترابية
- المندوبية السامية للتخطيط